# Platti
A platti vagy széleshátú fogasponty (Xiphophorus maculatus) a csontos halak (Osteichthyes) osztályába, ezen belül a fogaspontyalakúak (Cyprinodontiformes) rendjébe és az elevenszülő fogaspontyfélék (Poeciliidae) családjába tartozó faj. A platti név a megszűnt "Platypoecilius" nemzetség nevéből ered, ahová egykoron a faj tartozott.

## Előfordulása
A vad plattik Mexikó, Guatemala és Honduras területén honosak.  Kereskedelmi méretekben tenyésztik, a kapható egyedek hibrid tenyészváltozatok.

## Megjelenésük
Teste 5-8 centiméteres is lehet, alkata vaskos, telt. Az eredeti vad plattik teste általában szürkés színű, gyakran sötét pöttyökkel, különféle fekete mintákkal és kéken csillogó foltokkal, de előfordulnak halvány vöröses vagy narancsos alapszínű vad példányok is, ezek a természetes pirosas formák jelentősen különböznek az akváriumokban fellelhető hibridektől, azoktól jóval halványabbak, és általában csak a hím rendelkezik a pompás színnel, egy természetes állományban akár több fenotípus is jelen lehet egyszerre. 
A hímeket könnyű észrevenni gonopódiummá módosult farok alatti úszójukról, ami a megtermékenyítést szolgálja. A nőstények farok alatti úszója széles, legyező alakú.
|  |

## Életmódja
Főként lassan áramló vagy álló vizekben él, lehetnek vízi és mocsári növényekkel gazdagon benőttek, vagy magasabb rendű növényektől szinte teljesen mentesek. Táplálkozását tekintve mindenevő, a természetben különféle gerinctelenekkel és növényi részekkel, szerves üledékkel és algákkal táplálkozik. 

## Akváriumban
Békés és könnyen tartható hal, szinte bármilyen fajjal megfér. A hímek általában nem agresszívak egymással, de eltérő tapasztalatok is vannak. Vízre sem különösebben igényesek: Közepesen kemény – kemény vízben (pl. budapesti csapvíz) tökéletesen tarthatóak és szaporíthatók 23-28 fok között. (Lágy vízben fogékonyabbak lesznek a betegségekre) A nőstények 4-6 hetenként eltérő számú utódot hoznak világra, kannibalizmusra különösen az először szülő anyák hajlamosak. A kicsik gyorsan fejlődnek, összetört lemezes táppal vagy egyéb eleségekkel jól nevelhetők. Az eredeti tiszta vad törzsek nehezen beszerezhetők, a hobbiban introgresszív hibridizációval előállított hibrid tenyészformái terjedtek el, melyek kitenyésztéséhez a plattin kívül a Mexikói kardfarkú halat (Xiphophorus helleri) és a Papagájplattit (Xiphophorus variatus) használták fel, mára az egykor fajtiszta mutáns tenyészformák is összekeveredtek ezekkel. 
Ismertebb vad törzsek:
- X.maculatus "Tabasco"
- X.maculatus "Belize Purpur"
- X.maculatus "Rio Jamapa"
- X.maculatus "Papaloapan"

Ismertebb tenyészváltozatok:
- Piros wagtail
- Kék mikiegér
- Panda
- Narancs tuxedo
- Korall
- Napfény
- Simpson avagy Hi-Fin